# خانات خوی
خانات خوی (انگلیسی: Khoy Khanate) از خانات آذربایجان ایران که در شهرستان خوی مستقر بودند و تحت حکومت خاندان دنبلی، یکی از طایفه های کرد که در اصل از آناتولی بود قرار داشت. در سال ۱۵۳۰ (۹۱۰ ه. ق) حاجی بیگ دنبلی، پسر شیخ احمد بیگ، حکومت بر خوی و سکمن‌آباد را به نمایندگی از شاه تهماسب دوم صفوی دریافت کرد و حکومت خود و خانواده اش را در بیش از کل منطقه ایجاد نمود و در نهایت نیز در سراسر شهرستان تبریز و خانات تبریز قدرت را در دست گرفتند.